# Подчаевская
Подчаевская — деревня в Вилегодском муниципальном округе Архангельской области.

## География
Находится в юго-восточной части Архангельской области на расстоянии приблизительно 29 км на запад-северо-запад по прямой от административного центра района села Ильинско-Подомское.

## История
Была отмечена уже только в 1939 году в составе Беляевского сельсовета. До 2020 года входила в состав Беляевского сельского поселения до его упразднения.

## Население
Численность населения: 4 человека (русские 75 %) в 2002 году, 1 в 2010.